# 산로렌초마조레
산로렌초마조레(이탈리아어: San Lorenzo Maggiore)는 이탈리아 캄파니아주 베네벤토도의 코무네다. 베네벤토 현에 있는 지역 공동체인 티테르노(Titerno)에 가입한 시 중 하나다.